# 史釗域道6號

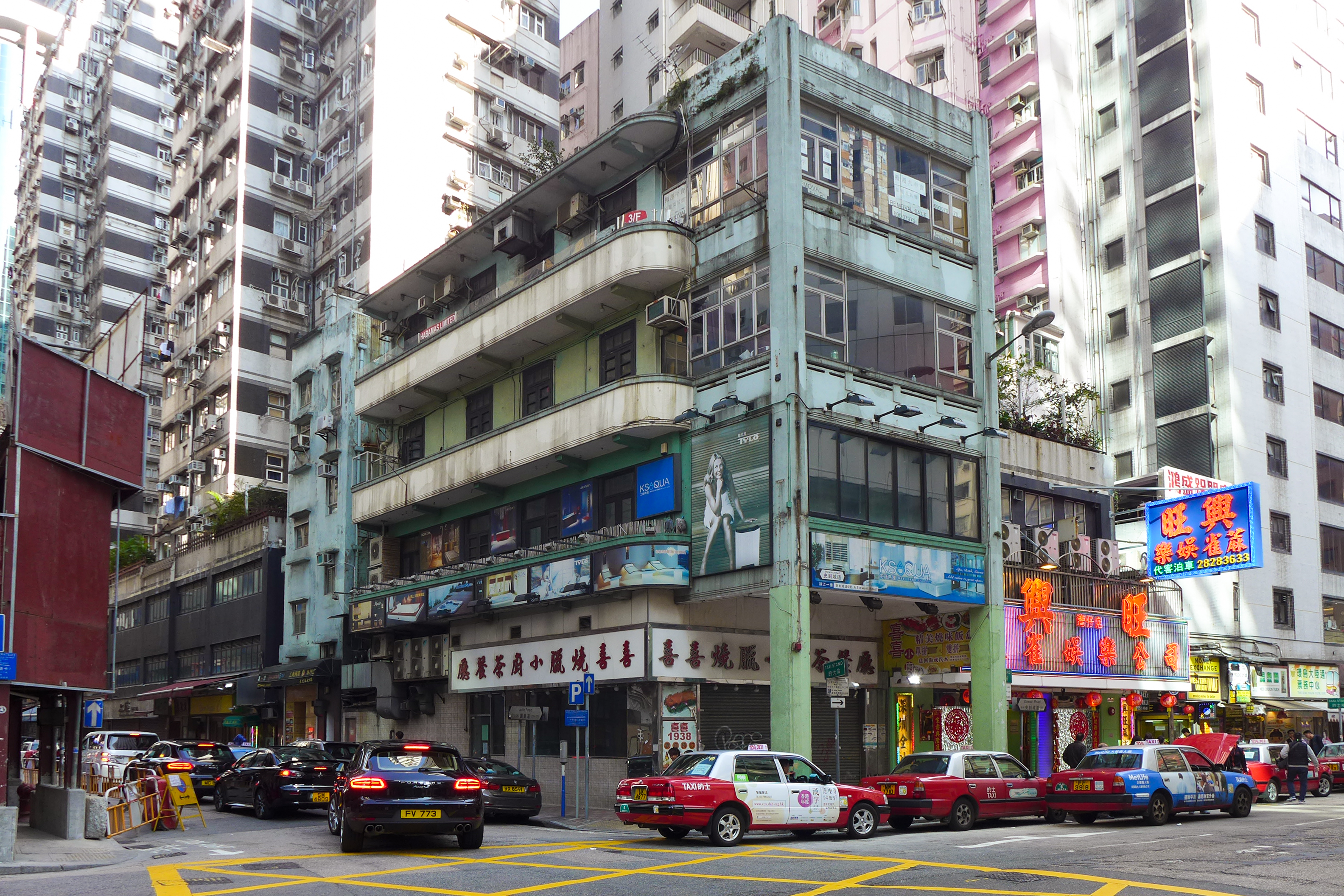
史釗域道6號（2017年）

史釗域道6號（英語：6 Stewart Road），是香港一幢單幢式戰前唐樓，位於香港島灣仔史釗域道6號，為香港三級歷史建築。

## 歷史
史釗域道6號於1920年代落成，有指所在地段是由香港置地填海而成，物業其後由倪士欽、馮平山、李右泉等人持有。
2016年，有報導指出恒基兆業相關人士計劃清拆史釗域道6號。古物古蹟辦事處於同年12月8日把史釗域道6號評為三級歷史建築。

## 建築特色
史釗域道6號是現存少數的轉角唐樓，建築特色包括中式騎樓和西式的國際式長廊露台，是結合中西特色的建築風格。

## 外部連結
- 《87年灣仔僅存轉角唐樓勢清拆（页面存档备份，存于）》，香港獨立媒體
- 《舊商號消失 頂層圍欄被拆 轉角唐樓翻新失特色（页面存档备份，存于）》，蘋果日報